# Refugi de Roca de Pimes
El refugi de Roca de Pimes és un refugi de muntanya de la Parròquia de Sant Julià de Lòria (Andorra) a 2.170 m d'altitud i situat entre Conangle i la Solana de Caborreu prop del Camp de Neu de la Rabassa.

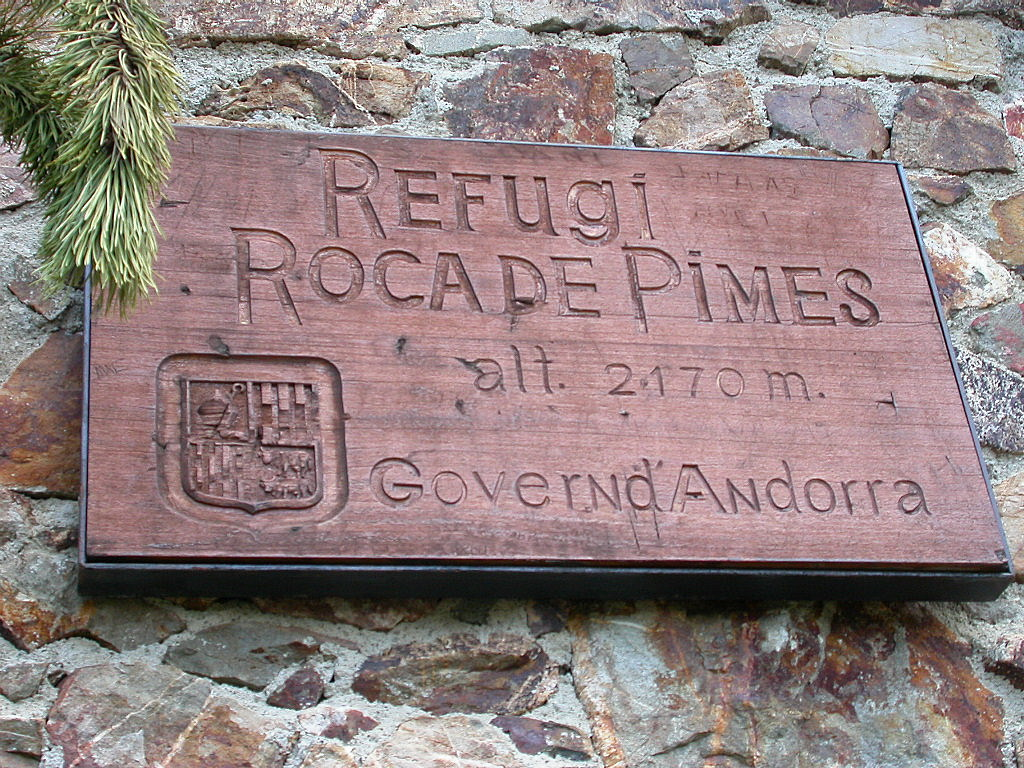
Placa identificativa a l'exterior.